# Useu
Useu es un pequeño pueblo del municipio de Bajo Pallars, en la comarca leridana del Pallars Sobirá. Casi despoblado, con algunas de sus edificaciones en ruinas, está situado sobre una colina que domina, por la derecha, el valle del río Mayor. A él se accede por la carretera que conduce a Bahent, siguiendo por un desvío que hay a la derecha tras pasar el de Bresca. En 2013 tenía 7 habitantes.

## San Román de Useu
Las ruinas de la antigua iglesia románica se encuentran en las afueras del pueblo, y estaba incluida esta, como todo el pueblo, entre las posesiones del monasterio de Gerri. Se trataba de una iglesia de una sola nave rectangular con ábside semicircular, y su construcción se puede situar entre el final del s. XI y principio del XII. Se encuentra en estado de total derribo, con tan solo algunos lienzos de pared en pie. A su lado se encuentra el antiguo cementerio, hoy en día totalmente desafectado.
La actual iglesia parroquial, en la calle principal del pueblo, está también bajo la advocación de San Román y es sufragánea de la de Baén. Su construcción data del siglo XVIII y presenta un aspecto rústico, de una sola nave y campanario de espadaña de un solo ojo.

## Castillo de Useu
En lo más alto del monte donde se asienta el pueblo, se encuentran unos restos que podrían ser los del antiguo castillo. Aún se alzan en pie un par de lienzos de pared, uno de ellos de casi diez metros de longitud. Su construcción debió de ser en el siglo XII o XIII. Posteriormente fue utilizado como casa de payés.

## Useu en el Madoz
El pueblo de Useu aparece citado en el Diccionario geográfico-estadístico-histórico de España y sus posesiones de Ultramar, obra de Pascual Madoz. Por su gran interés documental e histórico, se transcribe a continuación dicho artículo sin abreviaturas y respetando la grafía original. 

USEU: lugar agregado al distrito municipal de Bahent, en la provincia de Lérida (27 horas), partido judicial de Sort (4), audiencia territorial y capitania general de Barcelona (49), abadiato de Gerri (1½).SITUADO en una altura de una hora de subida, rodeado de elevadisimas montañas; CLIMA frio por combatirle los vientos del norte y este, propenso a inflamaciones y apoplegias. Consta de 13 CASAS y una iglesia (San Roman), aneja de la parroquia de Bahent; hay también una fuente dentro de la poblacion y alguna mas en el término para el abasto del vecindario. Confina por norte con Bahent; este Gerri; sur término del mismo Gerri, y oeste Enseu; hay dentro de él dos casas de campo denominadas el Puy y Vilesa, distantes cuarto y medio de hora; también le baña un torrente llamado Riu-mayor, que nace á dos horas del pueblo, en una montaña llamada Cuberas y otra de Tous del mismo nombre. El TERRENO es pedregoso y participa de llano y monte, comprendiendo en esta última parte la montaña llamada Bagastell, que también pertenece á Gerri: los CAMINOS conducen á los pueblos circunvecinos en muy mal estado: recibe el CORREO de Gerri. PRODUCTOS: trigo, centeno, cebada, patatas y toda clase de legumbres y algo de aceite; cria ganado vacuno, lanar y cabrio, y caza de conejos, perdices, liebres y aves de paso. INDUSTRIA: ganaderia. POBLACION: 5 vecinos, 55 almas. RIQUEZA IMPONIBLE: 13 279 reales. CONTRIBUCION: el 14'48 por 100 de esta riqueza.

## El Pui y Vilesa
Tras pasar el desvío a Useu, la pista asciende el Serrat de Corrotes por su vertiente meridional y pasa junto al Pui, un antiguo caserío, hoy en día deshabitado, a 922 m de altitud.
Siguiendo la carretera en dirección a Baén, en una curva a izquierdas tras una recta, se encuentra a mano derecha la antigua masía llamada Vilesa. Tiene adyacente una capilla del siglo XVIII dedicada a San Antonio de Padua, aunque sin culto. Se trata de un templo pequeño, de una sola nave, con ábside cuadrado que no destaca del conjunto de la nave.
A unos centenares de metros más arriba, en el bosque, hay los restos de una torre, visibles desde la carretera. Se trata de una construcción de planta trapezoidal con unos muros de 70 cm de grosor, y unas medidas interiores de 445 x 350 x 360 x 410 cm. La altura es de unos 8 metros, con tres diferentes niveles. La función de esta construcción e incluso su fecha es difícil de precisar, aunque todo hace suponer que podría tratarse de una casa fuerte señorial de los siglos XI o XII.

## El Pui y Vilesa en el Madoz
Tanto el Pui como Vilesa aparecen citados en el Diccionario geográfico-estadístico-histórico de España y sus posesiones de Ultramar, obra de Pascual Madoz. Por su gran interés documental e histórico, se transcriben a continuación dichos artículos sin abreviaturas y respetando la grafía original. 

PUY: casa en la provincia de Lérida, partido judicial de Sort y término jurisdiccional de Useu (véase). Se compone de una sola casa, una fuente y una pequeña iglesia, dedicada á San Benito, aneja de la parroquia de Bahent, distante de Useu cuarto y medio de hora.
VILESA ó VILETA: casa de campo de la provincia de Lérida, partido judicial de Sort y término jurisdiccional de Useu (véase), del que dista ¼ y ½ de hora. Tiene una sola CASA, situada en un pequeño valle que forma una llanura, rodeada de montañas y al pie del bosque de Bahent, de cuya parroquia depende en lo espiritual; su TERRENO es quebrado, pero abundan en él las fuentes de buen agua, y hay mucha caza de liebres, perdices y conejos.